# 28-й Северокаролинский пехотный полк
28-й Северокаролинский пехотный полк (28th North Carolina Infantry) представлял собой один из пехотных полков армии Конфедерации во время Гражданской войны в США. Полк сражался в составе Северовирджинской армии и прошёл все сражения на востоке и участвовал в «атаке Пикетта» при Геттисберге.

## Формирование
28-й Северокаролинский был сформирован 21 сентября 1862 года в Хай-Пойнт, Северная Каролина. Его роты были набраны в округах Сурри, Гастон, Катаба, Стенли, Монтгомери, Ядкин, Орандж и Кливленд. Его первым полковником был избран Джеймс Лэйн, бывший майор 1-го Северокаролинского пехотного полка, подполковником — Томас Лоув, майором — Ричард Ливс.
- Рота A -
- Рота B -
- Рота C -
- Рота D -
- Рота E -
- Рота F -
- Рота G -
- Рота H -
- Рота I -
- Рота K -

## Боевая история

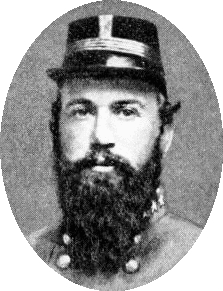
Полковник Джеймс Лэйн

Сразу после формирования полк был отправлен к Уильмингтону, где поступил в распоряжение генерала Джозефа Андерсона и использовался для пикетной службы на железной дороге Уильмингтон-Велдон. В марте 1862 года полк отвели к Кинстону и включили в бригаду Лоуренса Брэнча. 12 апреля полк завершил процесс реорганизации: полковник и подполковник были переизбраны на свои должности, а майором был избран Самуэль Лоув. 28-й северокаролинский стал первым северокаролинским полком, реорганизованным весной 1862 года. Теперь, после реорганизации, он насчитывал 1250 человек. Полк был вооружён гладкоствольными ружьями из Файетвилльского арсенала, которые были не очень удачно переделаны из кремнёвых в капсюльные. Полковник Лэйн потом вспоминал: «Вскоре мы выбросили эти ружья и раздобыли себе более надёжные и более современные ружья, которые подобрали на кровавых полях битв старого штата (Вирджинии)».
2 мая полк был направлен в Вирджинию. Бригада Брэнча была послана к Гордонсвиллу, оттуда — в долину Шенандоа на соединение с Томасом Джексоном, однако, когда бригада дошла до гор Блу-Ридж, её развернули и отправили к местечку Хановер-Кортхауз. Бригада прибыла на место 26 мая, а 27 мая полк участвовал в сражении при Хановер-Кортхауз.